# Kidurzertilowani

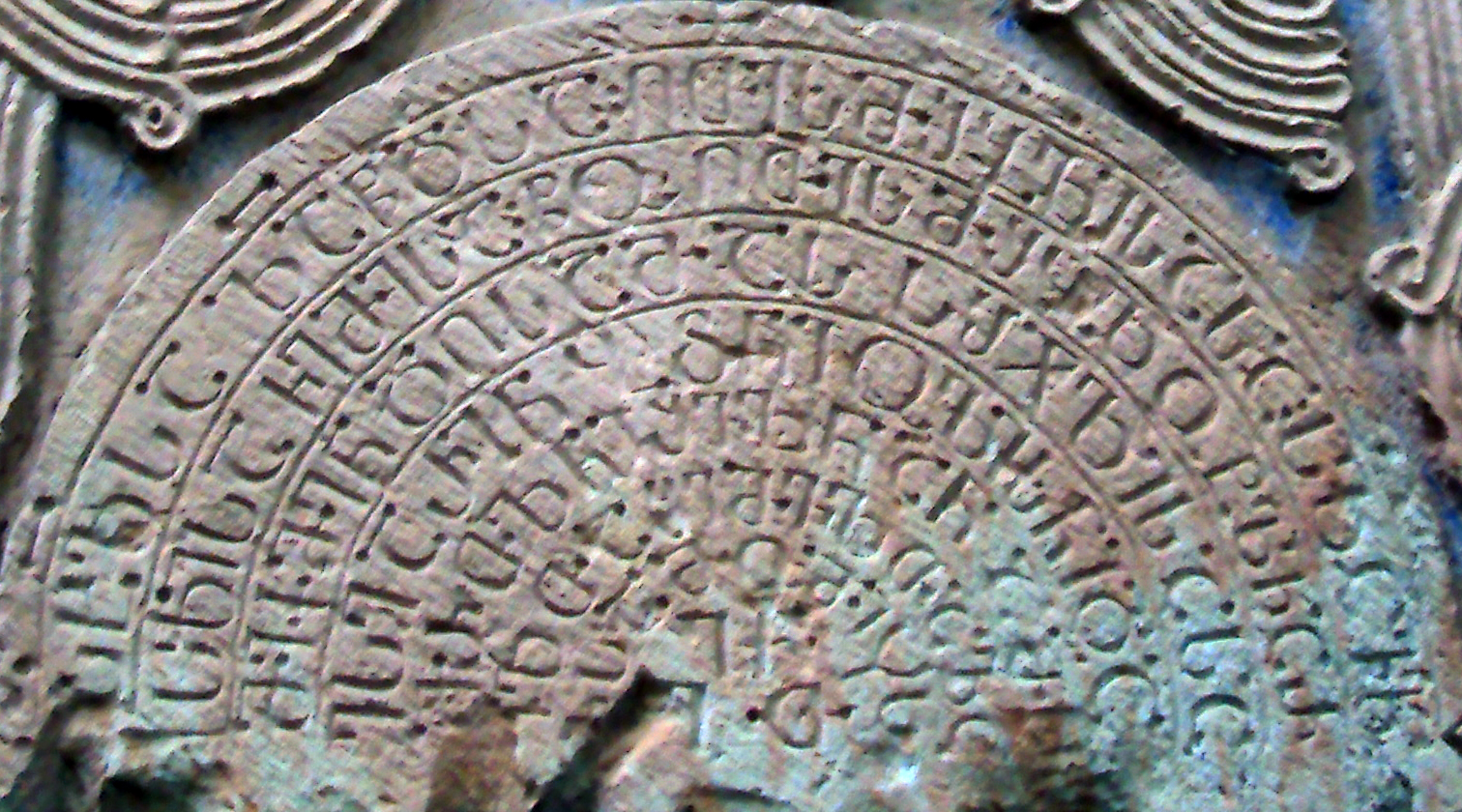
Eine Kidurzertilowani-Inschrift aus dem Kloster Ischchani

Kidurzertilowani (georgisch კიდურწერტილოვანი, kʼɪdʊrt͡sʼɛrtʼɪlɔvɑnɪ; deutsch etwa „spitzpunktisch“) ist eine Variante der georgischen Schrift Assomtawruli. Hauptsächlich erscheint Kidurzertilowani als eine kalligrafische, dekorative Epigraphik-Schrift. Ihre Eigenart sind die durch tiefer gemeißelte Punkte abgeschlossenen Buchstabenstriche. 
Der erste Beleg der Kidurzertilowani-Schrift ist eine aus dem Jahr 1006 stammende Inschrift von König Gurgen im Kloster Ischchani (heute in der Türkei), die über den Bau der Kirche berichtet. Aus dem gleichen Kloster stammt eine andere, mit 1031 datierte und somit ebenfalls zu den ältesten zählende Kidurzertilowani-Inschriften. Die Schrift bleibt danach bis zum 18. Jahrhundert weit verbreitet. 
Der ursprüngliche Name dieser georgischen Schriftart ist nicht bekannt. Die heutige Bezeichnung taucht erst 1926 auf und geht auf den georgischen Wissenschaftler Iwane Dschawachischwili zurück.